# گابی رابرت
گابی رابرت (انگلیسی: Gaby Robert; ۵ مارس ۱۹۲۰ – ۱۵ مهٔ ۲۰۰۳) بازیکن فوتبال اهل فرانسه بود.